# Arjeta Zuta
Arjeta Zuta (alban.: Arjeta Zhuta; * 12. November 1986 in Struga, Jugoslawien, heute Nordmazedonien) ist eine Schweizer Musikerin. 

## Leben
Zuta besuchte nach der obligatorischen Schulzeit die Kantonsschule Enge in Zürich. Nach der Matura nahm sie ein Studium der Rechtswissenschaften auf.
Parallel zu ihrer beruflichen Ausbildung arbeitete sie an einer Karriere als Sängerin. Im Herbst 2004 nahm sie an der zweiten Staffel der Castingshow MusicStar des Schweizer Fernsehens teil, bei der sie nach der Qualifikation für die Endausscheidung der besten 24 ausschied. 2006 beteiligte sie sich an dem ähnlich produzierten Format Popstars des deutschen Fernsehsenders ProSieben; als Sechstplatzierte der Finalsendung der Show verfehlte sie die Qualifikation für die Siegerband Monrose.
2008 gelangte die von DJ Tatana veröffentlichte Featuring-Version von "Cut Me Loose" kurz in die Schweizer Hitparade. Die Single belegte eine Woche lang Platz 68, bevor sie wieder aus der Hitparade verschwand.

## Diskografie

### Singles
- 2008: Cut Me Loose (Tatana feat. Arjeta)
- 2009: Zemra ime (Zwüsche Liebi und Schmärz)